# Talou
Le Talou est un pays historique du littoral de Normandie, à la limite de la Picardie. Il recouvre partiellement le Petit Caux et le pays de Bray situés au nord-est de la Seine-Maritime. La Béthune le traverse.
Le Talou apparaît à l'époque mérovingienne sous la forme d'un pagus. L'ouverture maritime qu'offre ce territoire intéresse alors les monastères qui y possèdent des pêcheries et des salines. L'extension géographique du Talou a intrigué les historiens. Compris entre Vimeu et pays de Caux, il semble s'être agrandi à l'époque carolingienne aux dépens de ce dernier. À l'est, la Bresle ne constitue qu'une frontière partielle, sa vallée, à l'exception de l'embouchure, appartenant au Vimeu.
Lorsqu'en 911 le viking Rollon reçoit de Charles le Simple des terres de part et d'autre de la Basse-Seine, il semble que le Talou fasse partie de cette concession. Mais selon Pierre Bauduin, la région fut peut-être temporairement perdue par les Normands entre 927 et 968.
Vers 1037, le Talou est érigé en comté au profit de Guillaume d'Arques, fils de Richard II de Normandie. Par conséquent, le comté de Talou est aussi appelé par les historiens comté d'Arques.